# Héritier Deyonge
Héritier Bora Deyonge (Ottignies-Louvain-la-Neuve, 9 januari 2002) is een Belgisch voetballer van Congolese afkomst.

## Carrière
Héritier Deyonge speelde in de jeugd van KVC Westerlo en PSV. In 2019 vertrok hij naar Olympique Lyonnais, waar hij een contract tot medio 2024 tekende. Hij speelde in het seizoen 2019/20 één wedstrijd voor het B-elftal in de Championnat National 2. In het seizoen 2020/21 werd hij aan Jong FC Utrecht verhuurd met een optie tot koop. Hij debuteerde in de Eerste divisie op 3 november 2020, in de met 0-3 gewonnen uitwedstrijd tegen FC Dordrecht waar hij de assist op de 0-1 van Jeredy Hilterman gaf. Hij speelde in totaal acht wedstrijden voor Jong Utrecht. Na zijn terugkeer bij Lyon kwam hij niet meer in actie. In 2022 vertrok hij transfervrij naar Heracles Almelo. Hier debuteerde hij in de Eerste divisie op 29 augustus 2022, in de met 2-2 gelijkgespeelde thuiswedstrijd tegen MVV Maastricht. Hij kwam in de 81e minuut in het veld voor Ruben Roosken. Deyonge kwam tot drie invalbeurten voor Heracles.

### Statistieken
| Seizoen                       | Club                 | Land           | Competitie        | Competitie | Competitie | Beker | Beker | Totaal | Totaal |
| Seizoen                       | Club                 | Land           | Competitie        | Wed.       | Dlp.       | Wed.  | Dlp.  | Wed.   | Dlp.   |
| ----------------------------- | -------------------- | -------------- | ----------------- | ---------- | ---------- | ----- | ----- | ------ | ------ |
| 2019/20                       | Olympique Lyonnais B | Frankrijk      | Champ. National 2 | 1          | 0          | –     | –     | 1      | 0      |
| 2020/21                       | → Jong FC Utrecht    | Nederland      | Eerste divisie    | 8          | 0          | –     | –     | 8      | 0      |
| 2021/22                       | Olympique Lyonnais B | Frankrijk      | Champ. National 2 | 0          | 0          | –     | –     | 0      | 0      |
| 2022/23                       | Heracles Almelo      | Nederland      | Eerste divisie    | 3          | 0          | 0     | 0     | 3      | 0      |
| Carrièretotaal                | Carrièretotaal       | Carrièretotaal | Carrièretotaal    | 12         | 0          | 0     | 0     | 12     | 0      |
| Bijgewerkt op 13 januari 2024 |                      |                |                   |            |            |       |       |        |        |